# Верхняя Золотиха
Верхняя Золотиха — река в России, протекает в Пермском крае.

## Описание
Полностью протекает по территории Красновишерского района Пермского края. Исток реки на северных склонах горы Золотой Камень (877 НУМ). Течёт преимущественно в северо-западном направлении. Устье реки находится в 207 км по левому берегу реки Вишера, примерно в 3,5 км выше устья Средней Золотихи. Длина реки составляет 13 км.

## Данные водного реестра
По данным государственного водного реестра России относится к Камскому бассейновому округу, водохозяйственный участок реки — Кама от водомерного поста у села Бондюг до города Березники, речной подбассейн реки — бассейны притоков Камы до впадения Белой. Речной бассейн реки — Кама.
Код объекта в государственном водном реестре — 10010100212111100004617.